# Durrr Million Dollar Challenge
De Durrr Million Dollar Challenge is in het leven geroepen door Tom 'Durrr' Dwan, een professionele pokerspeler, geboren op 30 juli 1986 in Edison New Jersey. Tom Dwan is in vele opzichten een van de meest succesvolle online speler ter wereld. In 2010 wist hij daar ongeveer 3,3 miljoen dollar mee te verdienen.

## Heads-up strijd
Het idee ontstond bij Dwan om een Million Dollar Challenge te ontwerpen. Hierbij zou hij het heads-up tegen een tegenstander opnemen. Iedere speler ter wereld zou zijn uitnodiging mogen accepteren op high stakes poker expert Phil Galfond na. De bedoeling is dat Dwan en zijn tegenstander in totaal 50.000 handen zullen spelen aan vier tafels tegelijkertijd met blinds van minimaal $200/$400 aan zowel No-Limit Hold'em tafels als wel aan Pot Limit Omaha tafels. De speler die voor staat na die 50.000 handen is de winnaar van de challenge. Dwan is daarbij zo zeker van zijn eigen kwaliteiten dat hij zijn tegenstander 1,5 miljoen dollar geeft als die van hem weet te winnen. Mocht het zo zijn dat Dwan wint dan wil hij 500.000 dollar van zijn tegenstander hebben.

## Tegenstanders
Tot nu toe zijn pas twee spelers op de uitnodiging van Dwan in gegaan. Als eerst bond de uit Finland afkomstige Patrik Antonius de strijd aan tegen Dwan. Antonius was een succesvol tennisspeler die na een rugblessure zijn carrière moest beëindigen. Vervolgens heeft hij zich volledig op het pokeren gestort en is tegenwoordig een zeer gerespecteerde pokerprofessional.
De tweede speler die het tegen Dwan op nam is de jonge Amerikaanse pokerspeler Daniel 'jungleman12' Cates. Cates is een zeer succesvol online speler die vooral op de hoogste limieten actief is.

## Live challenge
Doordat de sponsor van Dwan het idee zo goed vond, werd het uitgebreid tot een live challenge. Hierbij spelen Dwan en zijn tegenstander live aan tafel 500 handen tegen elkaar. Beide spelers beginnen met 250.000 dollar en spelen blinds $500/$1.000. Geen van de spelers mag stoppen voordat de 500 handen zijn gespeeld of dat die speler zijn complete buy-in van 250.000 dollar is kwijt geraakt en niet meer wil re-buyen. De tegenstander bepaalt of er No-Limit Hold'em of Pot Limit Omaha wordt gespeeld.